# Regavim
Regavim (hebrejsky רְגָבִים‎, doslova „Hroudy“, v oficiálním přepisu do angličtiny Regavim) je vesnice typu kibuc v Izraeli, v Haifském distriktu, v Oblastní radě Menaše.

## Geografie
Leží v nadmořské výšce 104 metrů na pomezí hustě osídlené a zemědělsky intenzivně využívané pobřežní nížiny, respektive jejího výběžku - údolí Bik'at ha-Nadiv, a planiny Ramat Menaše. Na severním okraji vesnice do údolí vyúsťuje vádí Nachal Ada, do kterého zde od východu ústí Nachal Chatmit. Jihozápadně od obce stojí vrch Tel Eran. Jižně od obce terén klesá do údolí vádí Nachal Barkan. Dál k jihu začíná region Vádí Ara.
Obec se nachází 12 kilometrů od břehu Středozemního moře, cca 55 kilometrů severovýchodně od centra Tel Avivu, cca 32 kilometrů jihojihovýchodně od centra Haify a 13 kilometrů severovýchodně od města Chadera. Regavim obývají Židé, přičemž osídlení v tomto regionu je etnicky smíšené. Pobřežní nížina i vysočina Ramat Menaše je převážně židovská, ovšem 2 kilometry jihovýchodně od kibucu začíná pás měst ve Vádí Ara obydlených izraelskými Araby.
Regavim je na dopravní síť napojen pomocí místní silnice číslo 653, jež vede do sousední obce Giv'at Ada. Západně od vesnice byl roku 2009 otevřen nový úsek dálnice číslo 6 (Transizraelská dálnice).

## Dějiny
Regavim byl založen v roce 1948. Podle jiného zdroje došlo k jeho zřízení již roku 1947. Zakladateli kibucu byla skupina židovských přistěhovalců ze severní Afriky napojená na hnutí ha-Bonim Dror. Ta procházela předtím výcvikem v kibucech Bejt Oren a Bejt ha-Šita. Mezi zakladateli osady byli i židovští přistěhovalci z Itálie. Teprve v roce 1949 se osadníci přestěhovali do nynějši lokality.
V červenci 1997 prošel kibuc privatizací a zbavil se většiny kolektivních prvků v hospodaření. V téže době prošla vesnice stavební expanzí, kdy byla na její jižní straně založena nová obytná čtvrť nazvaná אלוני רגבים - Alonej Regavim.
Místní ekonomika je založena na zemědělství a průmyslu (továrna na plasty). V obci funguje muzeum dějin regionu s expozicí archeologických nálezů z doby kamenné objevených v této oblasti. Dále je tu veřejná knihovna a obchod.

## Demografie
Podle údajů z roku 2014 tvořili naprostou většinu obyvatel v Regavim Židé (včetně statistické kategorie "ostatní", která zahrnuje nearabské obyvatele židovského původu ale bez formální příslušnosti k židovskému náboženství).
Jde o menší sídlo vesnického typu s dlouhodobě rostoucí populací. K 31. prosinci 2014 zde žilo 394 lidí. Během roku 2014 registrovaná populace stoupla o 6,8 %.
| Rok            | 1948 | 1961 | 1972 | 1983 | 1995 | 2001 | 2003 | 2004 | 2005 | 2006 | 2007 | 2008 | 2009 | 2010 | 2011 | 2012 | 2013 | 2014 |
| -------------- | ---- | ---- | ---- | ---- | ---- | ---- | ---- | ---- | ---- | ---- | ---- | ---- | ---- | ---- | ---- | ---- | ---- | ---- |
| Počet obyvatel | 99   | 213  | 322  | 354  | 267  | 265  | 259  | 256  | 267  | 270  | 288  | 297  | 288  | 264  | 315  | 299  | 369  | 394  |